# Valerian Gracias
Valerian Gracias, (ur. 23 października 1901 w Karaczi, zm. 11 września 1978 w Mumbaju) – indyjski duchowny katolicki, kardynał, arcybiskup Mumbaju. 

## Życiorys
Po otrzymaniu święceń kapłańskich 3 października 1926 w Kandy na Cejlonie, rozpoczął studia na Papieskim Uniwersytecie Gregoriańskim w Rzymie. Po powrocie do kraju był sekretarzem arcybiskupa Bombaju i kanclerzem archidiecezji w latach 1929–1937. Był rektorem prokatedry w Bombaju. 16 maja 1946 Pius XII mianował go biskupem pomocniczym archidiecezji Bombaj i biskupem tytularnym Tenneso, sakrę biskupią otrzymał 29 czerwca 1946 w kościele św. Piotra w Bombaju z rąk Thomasa Robertsa T.J. arcybiskupa Bombaju. 4 grudnia 1950 mianowany arcybiskupem Bombaju.
12 stycznia 1953 kreowany kardynałem prezbiterem z tytułem Santa Maria in Via Lata. Przewodniczący Konferencji Episkopatu Indii w latach 1954–1972. Uczestniczył w konklawe w 1958 i w 1963. Choroba nie pozwoliła mu uczestniczyć w pierwszym konklawe w 1978. Był pierwszym kardynałem pochodzącym z Indii. Zmarł 11 września 1978 w Bombaju.